# Данциг, Давид ван
Дави́д ван Да́нциг (нидерл. David van Dantzig, 1900—1959) — голландский математик, профессор Амстердамского университета, Ученик Я. А. Схоутена и Б. Л. Ван дер Вардена. Тематика трудов: топология, теория вероятностей, математическая статистика, общая теория относительности, философия математики.
Член Королевской академии наук и искусств Нидерландов (1949). Основатель и один из руководителей Математического центра в Амстердаме (1946).

## Биография
Родился в Амстердаме в небогатой еврейской семье. В 1917 году поступил в Амстердамский университет, где вначале изучал химию, но затем увлёкся математикой. В этот момент из-за финансовых проблем семьи ван Данцигу пришлось сделать многолетний перерыв в своём обучении, но он упорно занимался самообразованием по вечерам.С 1927 года работал в Делфтском техническом университете, В 1929 году ван Данциг женился на Элизабет Матильде Стумпфрок (Elisabeth Mathilde Stumpfrock), у них родились трое детей.
В 1931 году ван Данциг защитил в Гронингенском университете диссертацию по топологической алгебре; этой теме он посвятил большинство своих довоенных трудов. После защиты ван Данциг вернулся в Делфтский технический университет (1932, с 1938 года — экстраординарный профессор). В этот период он опубликовал ряд статей по топологической алгебре.
В 1940 году, после нацистской оккупации Нидерландов, ван Данциг был изгнан из университета, скрывался в Амстердаме до конца войны. В этот период он написал трактат «Математические и эмпирические основы теории вероятностей». С 1946 года до конца жизни он профессор Амстердамского университета. С 1940-х годов ван Данциг сменил тематику своих исследований с топологической алгебры на прикладную теорию вероятностей, особенно проблемы проверки статистических гипотез. Часть его трудов посвящены философии математики, его взгляды были близки к интуиционизму. С 1946 года ван Данциг активно участвовал в создании Математического центра в Амстердаме, где возглавил кафедру математической статистики.
Ван Данциг был приглашённым участником на Международном конгрессе математиков (1954 год, Амстердам). 1 февраля 1953 года юго-запад Нидерландов пострадал от катастрофического наводнения, и ван Данциг участвовал в комитете, который рассматривал способы предотвращения в будущем подобных бедствий. В связи с этим доклад ван Данцига на Международном конгрессе математиков назывался «Математические проблемы, вызванные катастрофическим наводнением».

## Научная деятельность
Исследования ван Данцига относятся к метрике гомологических пространств, топологии гомогенных континуумов, общей теории относительности, философским проблемам математики. Исследовал топологические аспекты абстрактных групп, колец, полей.
Совместно со своим учителем Я. А. Схоутеном предложил (1934) строгую формулировку понятия геометрического объекта. Заложил основы теории геометрических инвариантов (комитантов). Ряд работ в области теории вероятностей и статистики. Первым открыл топологическую группу «Диадический соленоид», элементами которой являются бесконечные последовательности комплексных чисел.

## Основные труды
Полную библиографию трудов см.: 
B. L. van der Waerden. // Statistica neerlandica, 13 (1959), pp. 422–432.
Книги
- 1931. Studien over topologische algebra (диссертация).
- 1932. Over de elementen van het wiskundig denken: voordracht. Rede Delft. Groningen : Noordhoff.
- 1938. Vragen en schijnvragen over ruimte en tijd : een toepassing van den wiskundigen denkvorm.  Inaugurale rede Technische Hogeschool te Delft
- 1948. De functie der wetenschap: drie voordrachten, met discussie. Совместно с E.W. Beth и C. F. P. Stutterheim.

Статьи
- Van Dantzig D. Über metrisch homogene Räume, Abhandlungen der mathematische der Seminar Hamburgischen universität, 6 (1928), pp. 367–376.
- Van Dantzig D. Zur topologischen Algebra. I: Komplettierungstheorie, Mathematische Annalen, 107 (1932), pp. 587–626.
- van Dantzig, D. (1936), Zur topologischen Algebra. III. Brouwersche und Cantorsche Gruppen, Compositio Mathematica, 3: 408–426
- Van Dantzig, D., Scheffer C.. On hereditary time discrete stochastic processes, considered as stationary Markov chains, and the corresponding general form of Wald’s fundamental identity, Indag. Math. (16), No.4, (1954), p. 377–388.
- Van Dantzig D. On the relation between geometry and physics and concept of space-time // Funfzig Jahre Relativitatstheory Konferenz Bern, Basel. – 1955. – Bd. 1. – S. 569.